# Coregonus maraenoides
Coregonus maraenoides är en fiskart som beskrevs av Berg, 1916. Coregonus maraenoides ingår i släktet Coregonus och familjen laxfiskar. Inga underarter finns listade i Catalogue of Life.